# Tassa automobilistica
La tassa automobilistica è un tributo previsto da molti paesi, che grava in generale sugli autoveicoli e motoveicoli.

## Nel mondo

### Regno Unito
La Vehicle Excise Duty (VED, anche nota come "vehicle tax", "car tax", e "road tax", e in passato formalmente come "tax disc") è un'accisa prevista per tutti i veicoli motorizzati che intendono usare le strade pubbliche del regno. Nel corso degli anni '90 si è gradualmente deciso di trasformarla in un'accisa collegata alle emissioni di sostanze inquinanti del veicolo stesso.
Dal 1º aprile 2017 per il primo anno di immatricolazione è previsto il pagamento di un'accisa che va da £0 a oltre £2700, mentre dal secondo anno il pagamento è standardizzato a £190. Dal 1º aprile 2025 i veicoli ad emissioni zero non sono più esenti dalla VED.

### Stati Uniti d'America
Tra tutti gli Stati federati, la Virginia è quello che si è distinto per avere una tassa automobilistica concreta. Si tratta di una tassa annuale per il possesso (fa parte della "property tax") e l'utilizzo di un veicolo ed è del 4,15% del valore 'netto' del veicolo (o 75$, a seconda di quale delle due cifre sia più alta).

### Italia
La tassa automobilistica (detta anche bollo auto, oppure anche tassa automobilistica regionale, in precedenza denominata anche tassa di circolazione) è un tributo locale previsto dall'amministrazione finanziaria italiana, che grava sugli autoveicoli e motoveicoli immatricolati nella Repubblica Italiana, il cui versamento è a favore delle regioni italiane di residenza.
La proprietà è presunta in seguito all'iscrizione nel pubblico registro automobilistico (PRA). Tuttavia, è possibile presentare prova contraria nei seguenti casi: in caso di cessione a titolo definitivo (vendita del veicolo), per i contratti in cui la legge stabilisce che l'obbligato è diverso dal proprietario, in caso di perdita del possesso (ad esempio a causa di furto) o di radiazione del mezzo (auto, moto, ecc...), nonché in tutti quei casi in cui è prevista e obbligatoria la registrazione nel PRA, la quale può essere normalmente accettata anche se effettuata in ritardo.

#### Disciplina normativa
La fonte principale della tassa è il D.P.R. 5 febbraio 1953 n. 39 ("Testo unico delle leggi sulle tasse automobilistiche"). L'articolo 7 della legge n. 99 del 23 luglio 2009 ha modificato il comma 29º dell'articolo 5 del decreto legislativo n. 953 del 1982, nel senso di prevedere la soggettività passiva in coloro che risultano essere proprietari, usufruttuari, acquirenti con patto di riservato dominio, ovvero utilizzatori a titolo di locazione finanziaria, dal Pubblico Registro Automobilistico (PRA).
Stante la formulazione della norma che, almeno con riguardo alla locazione finanziaria, prevede l'assoggettamento all'imposizione dell'utilizzatore attraverso la congiunzione disgiuntiva “ovvero”, ai fini della soggettività passiva del bollo auto non è previsto alcun vincolo di solidarietà della società di leasing o dei proprietari in genere in tutte le ipotesi all'uopo considerate, in analogia a quanto avviene in materia di responsabilità civile ex art. 2054 c.c.
Per assicurare la facilità di esazione nel caso di evasione del tributo la legge stabilisce che la competenza territoriale degli uffici del PRA e dei registri di immatricolazione è determinata in ogni caso, in modo univoco, in relazione al luogo di residenza del soggetto proprietario del veicolo.

#### Esenzione
I mezzi ultratrentennali e i veicoli ultraventennali di particolare interesse storico e collezionistico (riduzione del 50%), (art. 63 L.342 del 2000) sono esentati dal pagamento della tassa di possesso, mentre in caso di utilizzo su strada dovrà essere versata la tassa forfettaria di circolazione (cosiddetto "bollo ridotto"). La legge in materia è stata oggetto di numerose difficoltà interpretative dovute all'assenza di una definizione precisa della determinazione che ASI ed FMI avrebbero dovuto produrre al fine di individuare i veicoli ultraventennali cui concedere i benefici fiscali previsti dalla legge. Recentemente, e grazie anche ad alcune sentenze della Corte di Cassazione, si è attestata l'interpretazione secondo cui per dimostrare l'accesso ai benefici fiscali non è più necessario essere iscritti ad ASI o FMI, ma è sufficiente presentare una autocertificazione. In Lombardia e Toscana la tassa forfettaria è concessa automaticamente al compimento dei vent'anni dalla data di prima immatricolazione del veicolo. In Umbria e Piemonte risultano attualmente in vigore disposizioni differenti, e sono riconosciuti i certificati emessi dei centri specializzati individuati dalla legge.
Esistono alcune normative regionali destinate all'esenzione, almeno temporanea, di particolari categorie di veicoli considerate meno nocive per l'ambiente (un esempio è stato attuato dalla regione Umbria nel 2013, dove furono esentati dal pagamento del bollo per i primi 3 anni di tutti i nuovi veicoli immatricolati nel periodo 11 aprile - 31 luglio 2013, alimentati esclusivamente a GPL o metano, oppure a doppia alimentazione a benzina/GPL o a benzina/metano, appartenenti alle categorie internazionali M1 e N1, di potenza non superiore a 85 kW, oltre a tutti i veicoli con alimentazione a idrogeno o con alimentazione ibrida elettrica e termica).
Le auto alimentate da motore esclusivamente elettrico, secondo il decreto DPR 39/1953 art. 20 godono di una esenzione dalla tassa automobilistica della durata di 5 anni dal momento di immatricolazione del veicolo. Alcune regioni come Lombardia e Piemonte offrono una esenzione permanente per tutta la durata del veicolo elettrico.
Per i ciclomotori e quadricicli leggeri questa tassa è dovuta solo in relazione all'effettivo utilizzo del mezzo, e non al mero possesso.

#### Termini di prescrizione
La tassa decade con il "termine del terzo anno successivo all'anno nel quale si doveva effettuare il pagamento". Ne consegue che indipendentemente dal mese in cui si doveva effettuare il pagamento la decadenza matura sempre al "31 dicembre" del terzo anno seguente (v. Cass. 3048/2008). Possono essere oggetto di contestazione i pagamenti degli ultimi tre anni, periodo per il quale si è tenuti a conservare le ricevute, da mostrare in caso di controllo. Diversamente dalle bollette per i servizi domestici o da altri servizi per i quali è previsto l'obbligo di conservazione dei dati, non è ammessa la ricevuta se non in formato cartaceo.
Inoltre, non è più oggi necessario esporre e portare con sé il contrassegno testimoniante il pagamento: infatti la legge 27 dicembre 1997 n. 449 all'art. 17 comma 24 ha disposto che:
È dunque cessato l'obbligo di tenere la ricevuta di pagamento del bollo in vista nel vetro anteriore del veicolo, e di mostrarla su richiesta di Forze dell'Ordine o Guardia di Finanza, che non hanno più il compito di effettuare controlli o sanzioni sul pagamento del bollo.
La riscossione del bollo auto è divenuta competenza delle regioni dal 1º gennaio 1999. La gestione del bollo (calcolo e pagamento) per alcune regioni è oggi completamente informatizzata.

#### Qualificazione giuridica
Il bollo è qualificato, in tutta Italia, come tassa di intestazione dei veicoli, e non di circolazione. Pertanto, sono tenuti al pagamento tutti gli intestatari (coloro che "risultano proprietari" sul PRA) di veicoli, a prescindere dall'effettivo utilizzo. Il bollo non si deve più pagare in caso di perdita del possesso per furto, demolizione o trasferimento del veicolo all'estero. Alcune regioni applicano questa regola in corso di anno, facendo pagare fino al mese della perdita del possesso.

#### Modalità di calcolo
Il valore economico del bollo auto dipende dai seguenti fattori:
- potenza del mezzo (in chilowatt, escludendo i decimali), con aggiunta del cosiddetto "superbollo" per potenze superiori ai 185 kW, dove si ha un aumento calcolato in base alla potenza eccedente i 185 kW del mezzo (20 €/kW) e tassazione che si riduce con la vetustà del mezzo fino ad annullarsi ai 20 anni di vita dello stesso (soluzione introdotta nel 2012).[19]
- coefficiente definito dalla Regione di residenza del proprietario del mezzo
- classe d'inquinamento (Euro I, Euro II, ecc.), dove tanto minore sarà tale classe e tanto più si pagherà di bollo (soluzione introdotta nel 2010)[20]
- età del mezzo (per esempio, tra i veicoli d'epoca, i veicoli di interesse storico e collezionistico iscritti ai relativi registri sono esentati dal pagamento del bollo auto)

#### Pagamento
La scadenza di pagamento dipende dalla data di immatricolazione e dalla regione. Quindi, con l'esclusione dei motoveicoli, le scadenze sono scaglionate nell'anno per evitare disagi ai contribuenti dovuti alle code agli sportelli. Il bollo può essere pagato presso:
- Automobile Club d'Italia (ACI)
- Posta
- Agenzie di pratiche automobilistiche
- Tabaccheria tramite sistema informatico della Lottomatica
- Online, in certe regioni.[22]

È sufficiente fornire la targa dei veicolo per ottenere il calcolo del bollo da pagare.
Essendo il bollo una tassa, in caso di mancato pagamento nei termini l'ente impositore può procedere alla riscossione coattiva, con applicazione di sanzione e interessi. Dopo tre anni di inadempimento la legge prevede, previa notifica e fatto salvo il diritto all'opposizione, la possibile radiazione di ufficio del mezzo. La sanzione applicata è pari al trenta per cento dell'importo omesso o tardivamente versato.

#### Riduzioni
Il bollo può essere soggetto a diverse riduzioni (di diverso peso in base alla regione), sempre sotto richiesta del proprietario del mezzo.
I mezzi a basso impatto ambientale possono usufruire di una forte riduzione della tassa, nel caso questi siano:
- Mezzi elettrici, sono esenti dal pagamento per i primi 5 anni, poi alcune regioni prevedono il mantenimento dell'esenzione o si ha una forte riduzione (pari a circa il 75%) o rientrano a pagare il bollo normalmente. Lombardia e Piemonte prevedono esenzione totale[25].
- Alimentazione esclusiva a GPL o metano, riduzione della tariffa del 75% ma solo se viene rimosso il serbatoio della benzina (e sostituito da un serbatoio di massimo 15 litri per le partenze "a freddo").  Altre regioni prevedono ecoincentivi anche per auto ad alimentazione mista.

I veicoli ultratrentennali e ultraventennali di particolare interesse storico e collezionistico (vedi alla voce: Esenzione)

#### Esenzioni
Non si ha il pagamento del bollo nei seguenti casi:
- Disabili, si ha la completa esenzione del bollo per un solo veicolo, il quale deve essere adattato all'handicap e non può superare i 2000 cm³ se è a benzina o 2800 cm³ se è diesel.

Quattro le categorie di disabilità alle quali è connesso il beneficio:
- - a) soggetti con handicap psichico o mentale, di cui all'articolo 4 della legge 5 febbraio 1992 n. 104, di gravità tale da aver determinato il riconoscimento dell'indennità di accompagnamento di cui alle leggi n. 18/1980 e n. 508/1988 (a prescindere dall'adattamento del veicolo)[26];
  - b) soggetti sordi, o ciechi, con certificazione di invalidità della Commissione medica dell'Azienda Sanitaria competente, di cui all'art. 4 della Legge 5 febbraio 1992, n. 104, ovvero da altra Commissione medica pubblica competente.[27];
  - c) soggetti invalidi con grave limitazione permanente della capacità di deambulazione, o pluriamputati (a prescindere dall'adattamento del veicolo)[26];
  - d) soggetti disabili con limitazione non grave della capacità di deambulazione, affetti da ridotta o impedita capacità motorie certificata espressamente dalla Commissione medica dell'Azienda Sanitaria competente o anche da parte di altre Commissioni mediche pubbliche, se titolari di veicoli con dispositivi prescritti quale condizione per la conduzione da parte del disabile titolare di patente speciale ovvero comunque adattati in funzione della minorazione fisico-motoria;

- Radiazione viene l'esenzione qualora il mezzo viene radiato e non può più circolare su strada, come nel caso della rottamazione, oppure nel caso di esportazione definitiva all'estero.
- Radiazione d'ufficio, in caso non si paghi il bollo per più di tre anni e non si effettua il pagamento entro 30 giorni dalla notifica, si ha la radiazione d'ufficio, con ritiro della carta di circolazione e delle targhe.[28]
- Cessazione della circolazione, qualora non avvenga la demolizione o la definitiva esportazione all'estero del veicolo, ma semplicemente la radiazione dal pubblico registro[29]
- Veicoli di interesse storico e collezionistico (vedi paragrafo Esenzione)

#### Rimborso
Il rimborso delle somme pagate, ma non dovute (perché per esempio pagate alla regione sbagliata), si può richiedere entro tre anni dal pagamento. Il rimborso deve essere richiesto dal contribuente alla regione in cui lo stesso risiede.
La regione di residenza che riceve l'istanza di rimborso provvede poi a effettuare una "compensazione" con la regione che eventualmente ha introitato la somma.